# 6793 Palazzolo
Palazzolo (asteróide 6793) é um asteróide da cintura principal, a 2,2563231 UA. Possui uma excentricidade de 0,1579496 e um período orbital de 1 602,08 dias (4,39 anos).
Palazzolo tem uma velocidade orbital média de 18,19538051 km/s e uma inclinação de 4,92273º.
Este asteróide foi descoberto em 30 de Dezembro de 1991 por Ulisse Quadri, Luca Strabla.